# 오점록
오점록(吳鉆祿, 1943년 ~ )은 대한민국 육군 소장으로 예편한 군인이며, 제14대 병무청장과 제11대 한국도로공사 사장을 지냈다. 본관은 동복이며, 전라남도 화순군 출신이다.

## 학력
- 광주고등학교
- 육군사관학교 22기
- 육군대학 졸업
- 국방대학원 졸업
- 동국대학교 경영대학원졸업
- 경희대학교 대학원졸업

## 경력
- 12사단장
- 국방부 교육정훈관
- 국방부 인력차관보
- 국방부 기획관리실장
- 1997년 : 육군 소장으로 예편
- 1999년 5월 26일 ~ 2001년 4월 1일 : 제14대 병무청장
- 2001년 6월 ~ 2004년 3월 : 제11대 한국도로공사 사장